# Nuit blanche (physiologie)
Pour les articles homonymes, voir Nuit blanche.
Une nuit blanche est une nuit durant laquelle une personne est restée éveillée, c'est-à-dire a passé une nuit complète sans sommeil, sans avoir dormi.

## Impacts sur la santé
Les nuits blanches répétées, qu'il s'agisse d'insomnies ou d'absences volontaires ou subies de sommeil, sont source d'un important stress, de fatigue et d'accident (accident du travail ou de la vie courante).
L'exposition chronique ou régulière de l'organisme humain (et de rats de laboratoire) à la lumière artificielle durant la nuit, est une source de « désynchronisation » hormonale ; cette perturbation du cycle de la mélatonine peut affecter la santé en augmentant les risques de cancer du sein, de cancer du côlon, voire peut-être de cancer du rectum,,.